# كارلوس غرويزو (لاعب كرة قدم مواليد 1995)
كارلوس أرماندو غوريزو أربوليدا (بالإسبانية: Carlos Armando Gruezo Arboleda)‏ وهو لاعب كرة قدم إكوادوري في مركز الوسط ولد في يوم 19 أبريل 1995 في مدينة سانتو دومينغو في الإكوادور، يلعب حالياً مع نادي شتوتغارت في ألمانيا وسبق له اللعب مع نادي بارسلونا وإنديبيدينتي دي فاييه وديفينسور سبورتينغ ونادي كويتو ولعب مع منتخب الإكوادور لكرة القدم ويبلغ طوله 171 سم.

## مسيرته الكروية
لعب كارلوس أرماندو غرويزو أربوليدا خلال مسيرته الاحترافية مع 5 أندية في أحد عشر موسمًا وسجل خلالها 7 أهداف ضمن 208 مباراة. حيث فاز في موسم واحد بالكأس وفي موسم واحد بالدوري.
خاض كارلوس أرماندو غرويزو أربوليدا مسيرته مع نادي إنديبندينتي ديل فال ما بين عامي 2011 و2012 لمدة موسم واحد، مشاركًا في 4 مباريات ولم يسجل أي هدف. ثم انتقل إلى نادي برشلونة في عامي 2012-2014 ولمدة موسمين، حيث شارك في 77 مباراة سجل خلالها 3 أهداف. لينتقل بعدها إلى نادي شتوتغارت في موسم 2013–14 واستمر معه طيلة ثلاثة مواسم، مشاركًا في 18 مباراة سجل خلالها هدفًا واحدًا. ثم انتقل إلى نادي دالاس في موسم 2016 ليلعب معه أربعة مواسم، مشاركًا في 98 مباراة سجل خلالها 3 أهداف. هذا وانتقل لاحقًا إلى نادي آوغسبورغ في موسم 2019–20 لمدة موسم واحد، مشاركًا في 11 مباراة ولم يسجل أي هدف.

## روابط خارجية
- كارلوس أرماندو غرويزو أربوليدا على موقع الاتحاد الدولي (مؤرشف)  (الإنجليزية)
- كارلوس أرماندو غرويزو أربوليدا على موقع الدوري الأمريكي (الإنجليزية)
- كارلوس أرماندو غرويزو أربوليدا على موقع قاعدة بيانات كرة القدم.إي يو (الإنجليزية)
- كارلوس أرماندو غرويزو أربوليدا على موقع بيانات كرة القدم. دي إي (الألمانية)
- كارلوس أرماندو غرويزو أربوليدا على موقع ناشيونال فوتبول تيمز (الإنجليزية)
- كارلوس أرماندو غرويزو أربوليدا على موقع Soccerbase.com (لاعب) (الإنجليزية)
- كارلوس أرماندو غرويزو أربوليدا على موقع Soccerway.com (الإنجليزية)
- كارلوس أرماندو غرويزو أربوليدا على موقع عالم كرة القدم.نت (الإنجليزية)
- كارلوس أرماندو غرويزو أربوليدا على موقع AS.com (الإسبانية)